# 高肇蔚
高肇蔚（KO Siu Wai，1987年11月9日—），香港單車運動員。早年就讀崇蘭中學。

## 簡歷
2010年11月，代表中國香港參加2010年亞洲運動會，伙拍張敬樂、張敬煒、蔡其皓、郭灝霆和楊英瀚，參加男子團體追逐賽，港隊雖然奪得銀牌，但擔任後備而未有上場的高肇蔚，最終未有獲得獎牌。
2014年12月，以香港代表隊名義出戰週遊馬來西亞單車賽，在第4站奪得冠軍，獲得職業生涯中首面金牌。
2017年9月，高肇蔚聯同梁峻榮在第十三屆全國運動會奪得男子麥迪遜賽銀牌。
2018年8月，代表中國香港出戰2018年亞洲運動會，聯同張敬樂、梁峻榮、梁嘉儒、繆正賢參加男子團體追逐賽，奪得一面銀牌。
高肇蔚於2023年賽季結束後退役。

## 主要賽事成績
2014年
週遊馬來西亞單車賽第4站冠軍
2015年
全港公路錦標賽個人公路賽冠軍
2016年
環泰國單車賽總成績季軍
2017年
全港公路錦標賽個人公路賽亞軍
亞洲單車錦標賽隊際計時賽季軍
第十三屆全國運動會麥迪遜賽銀牌
2018年
全港公路錦標賽
個人公路賽冠軍
個人計時賽亞軍
亞洲單車錦標賽隊際計時賽季軍

## 外部連結
- 2014年週遊馬來西亞單車賽 第4站精華片段